# Dermot Gleeson
Dermot Gleeson (* 22. April 1948 in Cork, Irland) ist ein vormaliger irischer Prozessanwalt, Attorney General of Ireland (Generalstaatsanwalt) und Vorstandsvorsitzender der Allied Irish Banks (AIB). Seine Anwaltsausbildung erfolgte am King’s Inns. 1970 wurde er zur Anwaltschaft zugelassen. 1978 heiratete er Darine McCluskey, mit der er vier Kinder hat.

## Leben
Gleeson erwarb seinen Schulabschluss am Blackrock College und studierte Rechtswissenschaften am University College Dublin.
1979 wurde er zum Senior Counsel ernannt und war damit einer der jüngsten, die im Rechtskreis des Common Law diesen Grad erreicht haben.
Taoiseach John Bruton ernannte ihn am 15. Dezember 1994 zum Attorney General. Mit dem Ende der Regierung Bruton schied er am 26. Juni 1997 aus dem Amt aus. 
Er machte danach Karriere in der Wirtschaft. 2003 wurde er Vorstand bei der AIB. Im Juli 2009 verließ er die AIB und arbeitete wieder als Barrister.